# Rolls-Royce Motor Cars
Rolls-Royce Motor Cars Limited è la più recente denominazione della storica casa automobilistica inglese fondata da Charles Stewart Rolls ed Henry Royce, appartenente oggi al gruppo tedesco BMW: il gruppo tedesco ha infatti acquisito i diritti di utilizzo del marchio Rolls-Royce nel settore automobilistico.
Sostituisce la precedente denominazione Rolls-Royce Motors in utilizzo dal 1973, a sua volta erede della primigenia Rolls-Royce Limited del 1906.

## Storia

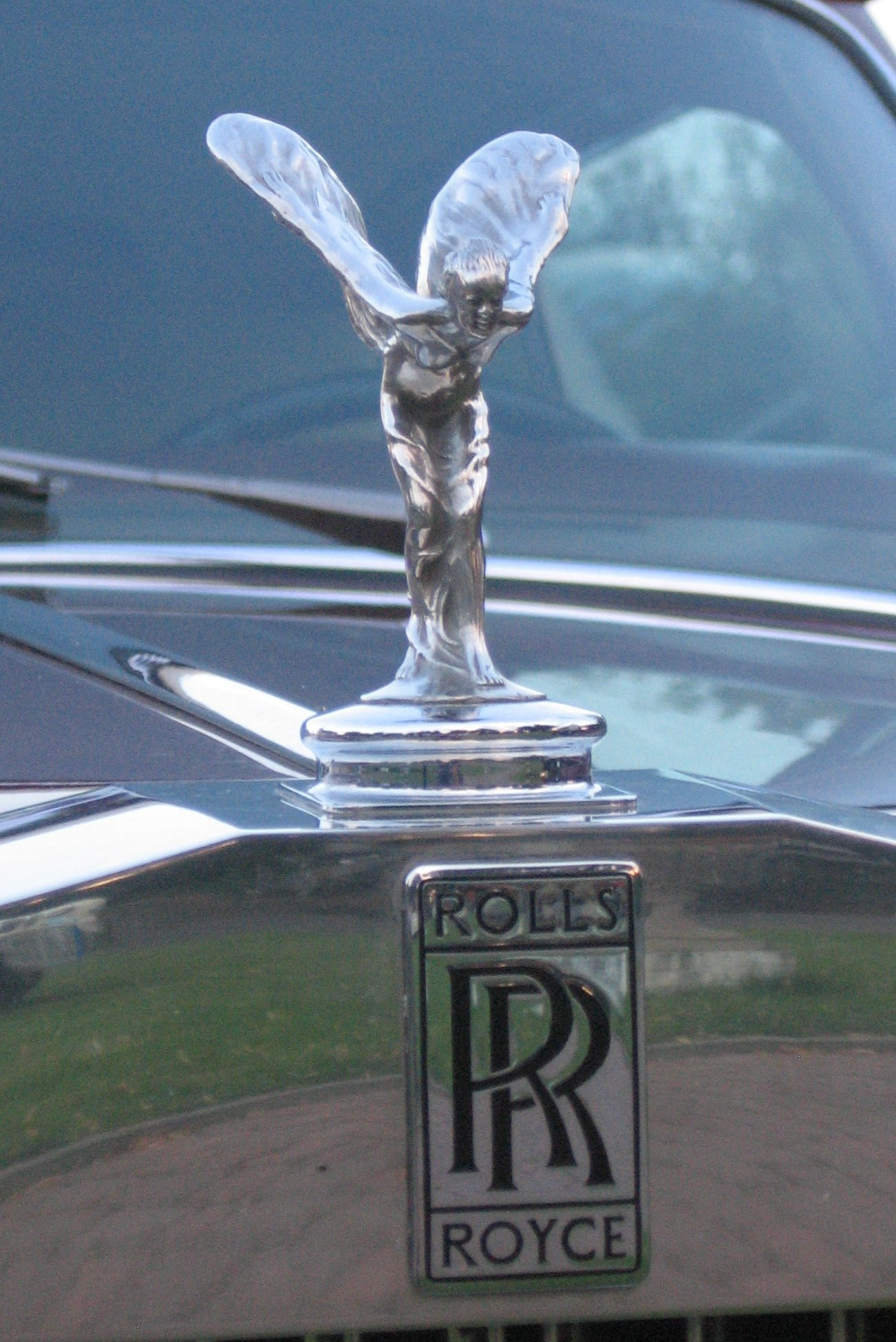
Spirit of Ecstasy, la scultura della mascotte sul cofano delle auto Rolls-Royce

Rolls-Royce Motor Cars Limited è stata creata come una consociata interamente controllata da BMW nel 1998 dopo che BMW ha concesso in licenza i diritti sul nome e sul logo Rolls-Royce da Rolls-Royce Holdings plc, e ha acquisito i diritti sui marchi Spirit of Ecstasy e Rolls-Royce sulla forma della griglia da Volkswagen AG. Rolls-Royce Motor Cars Limited produce auto a marchio Rolls-Royce dal 2003.
Sebbene il marchio Rolls-Royce sia in uso dal 1906, il destino del marchio è cambiato tra il 1998 e il 2003. L'attuale amministratore delegato Torsten Müller-Ötvös è entrato a far parte dell'azienda nel gennaio 2010, con l'impegno di riconquistare gli standard di qualità che hanno reso famosa Rolls-Royce.

### Proprietà e licenza dei marchi
Nel 1998, Vickers ha deciso di vendere la Rolls-Royce Motors. L'acquirente più probabile era la BMW, che già forniva motori e altri componenti per le auto Rolls-Royce e Bentley, ma l'offerta finale della BMW di 340 milioni di sterline è stata battuta dai 430 milioni di sterline della Volkswagen (703 milioni di dollari).
Una clausola nei documenti di proprietà di Rolls-Royce prevedeva che Rolls-Royce Holdings plc, il produttore di motori aeronautici, avrebbe mantenuto alcuni marchi essenziali, tra cui il marchio e il logo Rolls-Royce se la divisione automobilistica fosse stata venduta.
Il contratto di BMW per la fornitura di motori e componenti a Rolls-Royce Motors ha consentito a BMW di annullare il contratto con un preavviso di 12 mesi. La Volkswagen non sarebbe stata in grado di riprogettare i veicoli Rolls-Royce e Bentley per utilizzare altri motori entro quel lasso di tempo. Con i marchi di identificazione del marchio Rolls-Royce divisi tra le due società e la fornitura di motori Volkswagen in pericolo, le due società hanno avviato trattative giungendo ad un compromesso.
Rolls-Royce ha annunciato che a settembre 2014 sarebbe stato costruito un nuovo centro tecnologico e logistico, aperto nel 2016, a 8 miglia di distanza dalla sede principale, nella località balneare di Bognor Regis.

## Stabilimento
Il quartier generale della casa è il Goodwood Plant, dove si trova il centro stile e vengono effettuate produzione e assemblaggio. Lo stabilimento è situato a Westhampnett, nel territorio di Goodwood, West Sussex, nelle vicinanze del famoso circuito di Goodwood. Gli storici stabilimenti Rolls-Royce di Crewe sono invece rimasti al gruppo Volkswagen, che vi produce le vetture Bentley.

## Produzione

### In produzione
- Rolls-Royce Phantom VIII
- Rolls Royce Ghost (II gen.)
- Rolls-Royce Cullinan
- Rolls-Royce Spectre

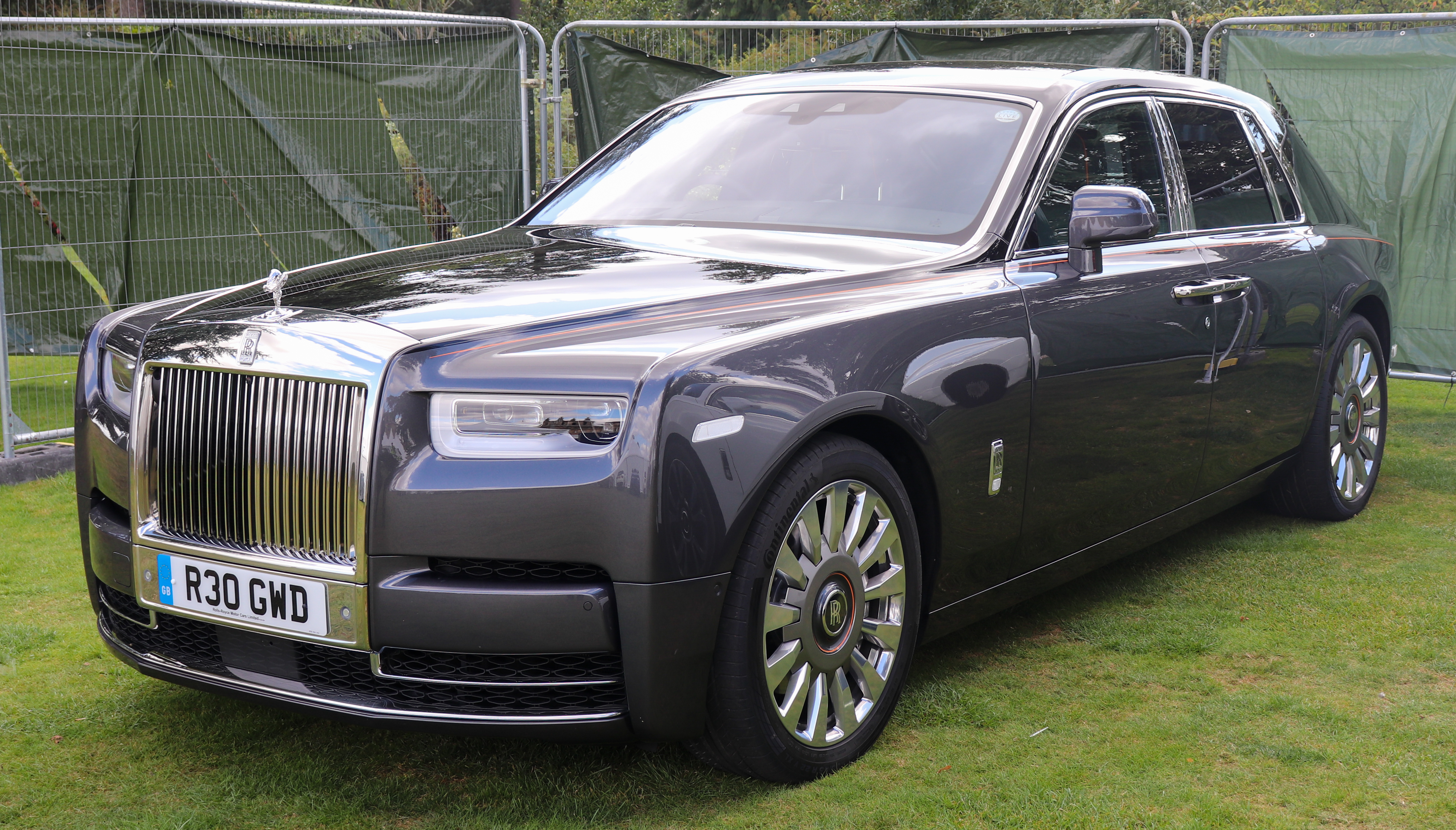
Rools-Royce Phantom VIII
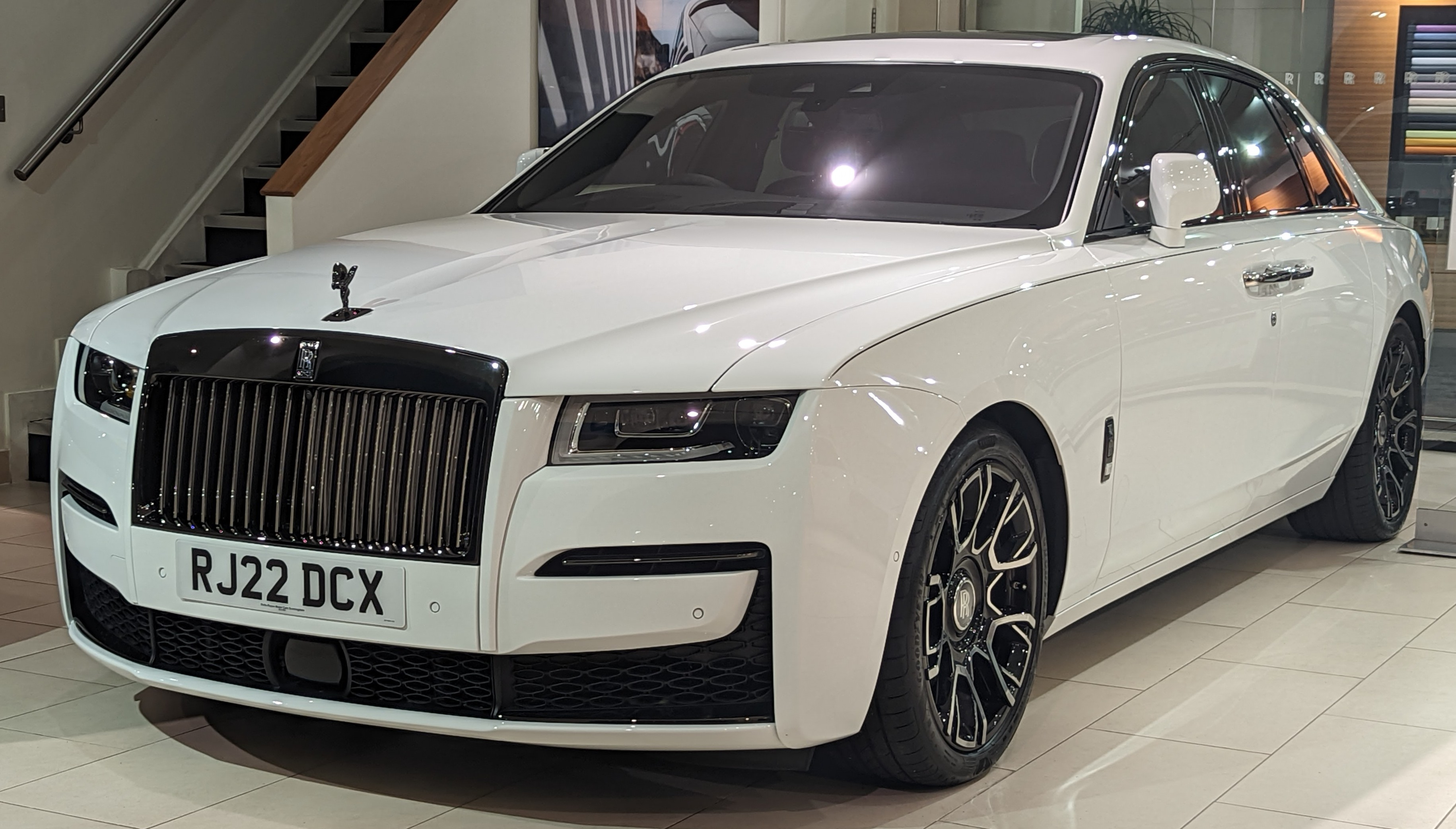
Rools-Royce Ghost (2 gen.)
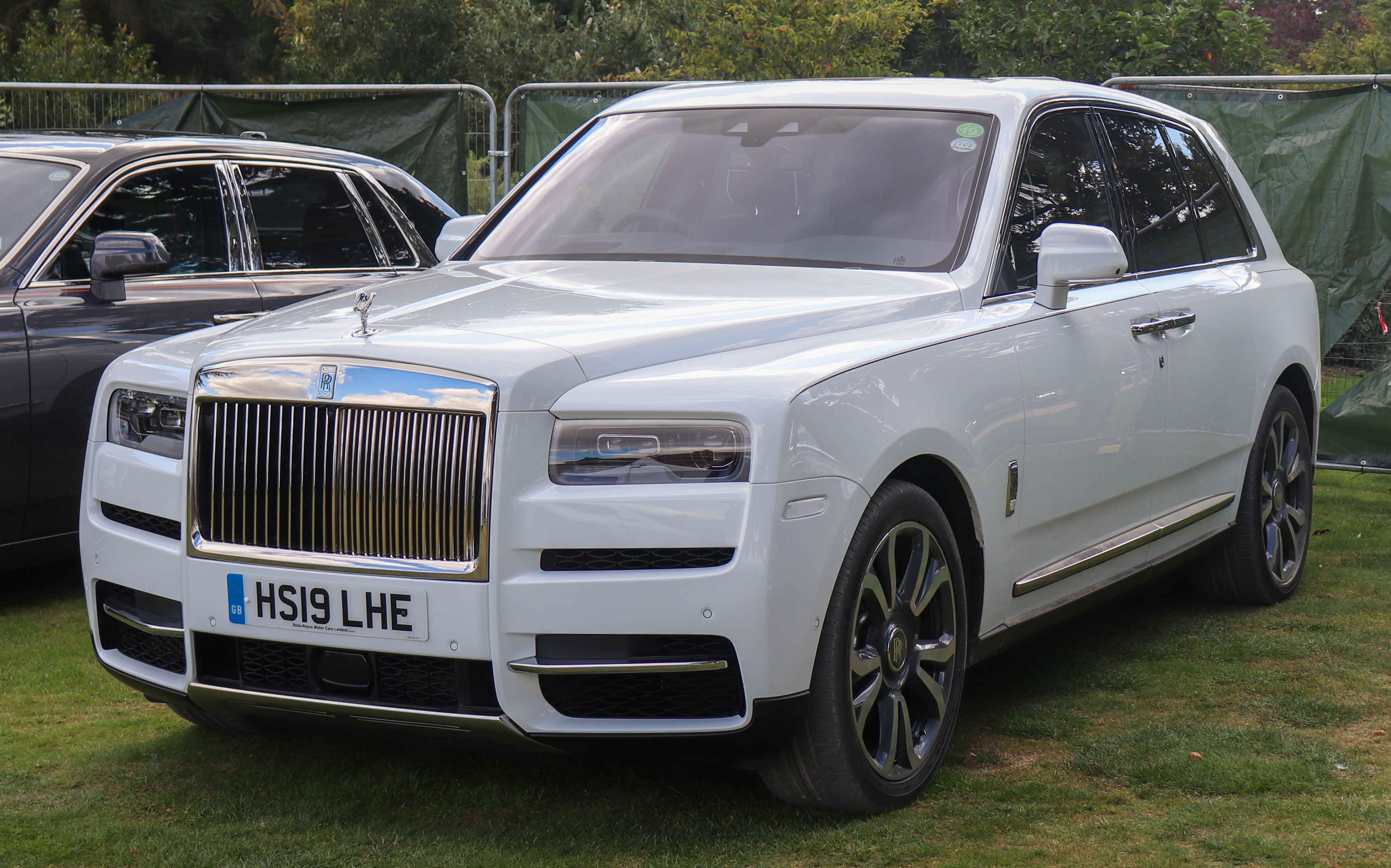
Rools-Royce Cullinam
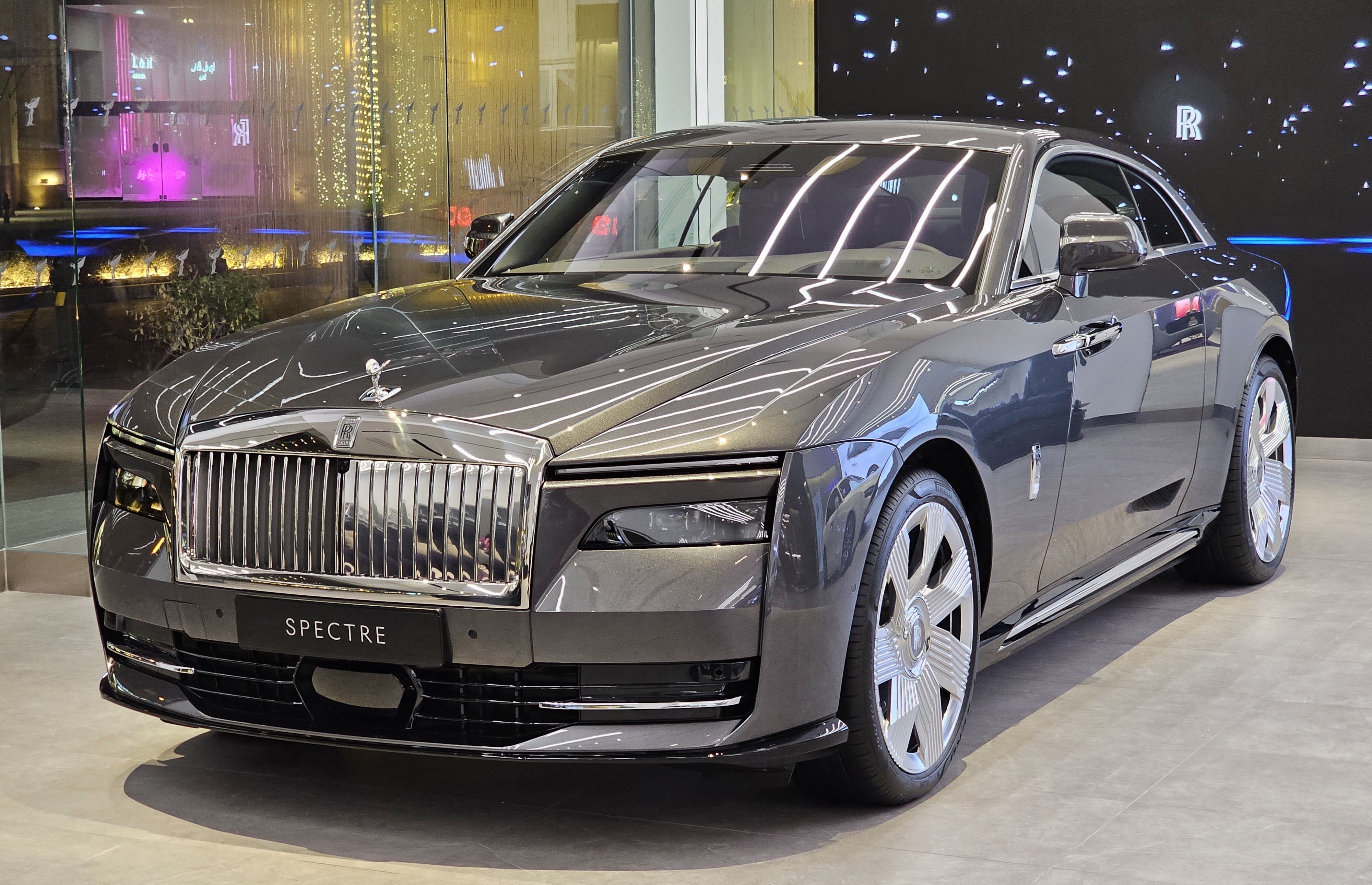
Rolls-Royce Spectre

### Non più in produzione
- Rolls-Royce Phantom
- Rolls-Royce Phantom Drophead Coupé
- Rolls-Royce Phantom Coupé
- Rolls-Royce Sweptail
- Rolls-Royce Dawn
- Rolls-Royce Wraith